# Бурея (городское поселение)
Рабо́чий посёлок (пгт) Буре́я — упразднённое муниципальное образование со статусом городского поселения в составе Бурейского района Амурской области. 
Административный центр — посёлок городского типа Бурея.

## История
Муниципальное образование образовано в соответствии с Законом Амурской области от 11 ноября 2005 года № 92-ОЗ.
Упразднено в январе 2021 года в связи с преобразованием муниципального района в муниципальный округ.

## Население
| 2010  | 2011  | 2012  | 2013  | 2014  | 2015  | 2016  |
| ----- | ----- | ----- | ----- | ----- | ----- | ----- |
| 4989  | ↘4985 | ↘4859 | ↘4785 | ↘4650 | ↘4510 | ↘4449 |
| 2017  | 2018  | 2019  | 2020  |       |       |       |
| ↘4398 | ↘4326 | ↘4282 | ↘4134 |       |       |       |

## Состав сельского поселения
| № | Населённый пункт | Тип населённого пункта      | Население |
| - | ---------------- | --------------------------- | --------- |
| 1 | Бурея            | пгт, административный центр | ↘3375     |
| 2 | Кивдо-Тюкан      | село                        | ↘31       |
| 3 | Муравка          | село                        | ↘75       |
| 4 | Тюкан            | железнодорожная станция     | →6        |